# Tazlina (Alaska)
Tazlina es un lugar designado por el censo ubicado en el Área censal de Valdez–Cordova en el estado estadounidense de Alaska. En el Censo de 2010 tenía una población de 297 habitantes y una densidad poblacional de 12,64 personas por km².

## Geografía
Tazlina se encuentra en las coordenadas 62°3′13″N 145°26′16″O / 62.05361, -145.43778. Según la Oficina del Censo de los Estados Unidos, Tazlina tiene una superficie total de 23.5 km², de la cual 21.29 km² corresponden a tierra firme y (9.39%) 2.21 km² es agua.

## Demografía
Según el censo de 2010, había 297 personas residiendo en Tazlina. La densidad de población era de 12,64 hab./km². De los 297 habitantes, Tazlina estaba compuesto por el 55.22% blancos, el 0% eran afroamericanos, el 33.67% eran amerindios, el 0.34% eran asiáticos, el 0% eran isleños del Pacífico, el 0% eran de otras razas y el 10.77% pertenecían a dos o más razas. Del total de la población el 0.67% eran hispanos o latinos de cualquier raza.